# Sultans of Swing: The Very Best of Dire Straits
Sultans of Swing: The Very Best of Dire Straits est une compilation du groupe de rock anglais Dire Straits.

## Liste des Pistes
Toutes les pistes sont de Knopfler sauf mention contraire.
1. Sultans of Swing - 5:45
2. Lady Writer - 3:39
3. Romeo and Juliet - 5:51
4. Tunnel of Love - 8:07
5. Private Investigations - 5:45
6. Twisting by the Pool - 3:30
7. Love Over Gold [live] - 3:27
8. So Far Away - 4:02 - edit
9. Money for Nothing (Knopfler, Sting) - 4:05 - edit
10. Brothers in Arms - 4:56 - edit
11. Walk of Life - 4:07
12. Calling Elvis - 4:37 - edit
13. Heavy Fuel - 4:54
14. On Every Street - 4:34 - edit
15. Your Latest Trick [live] - 6:29
16. Local Hero/Wild Theme [live] - 4:19